# NGC 2319
NGC 2319 ist ein Asterismus im Sternbild Monoceros südlich des Himmelsäquators.
Der Asterismus wurde am 18. Dezember 1783 von dem deutsch-britischen Astronomen Wilhelm Herschel entdeckt.